# HD 8535
HD 8535 é uma estrela na constelação de Phoenix. Tem uma magnitude aparente visual de 7,69, não podendo ser vista a olho nu. Com base em medições de paralaxe pela sonda Gaia, está localizada a uma distância de 181 anos-luz (55,5 parsecs) da Terra.
Esta estrela é uma anã amarela de tipo espectral G0V, similar ao Sol porém mais massiva e mais brilhante. Sua metalicidade é um pouco maior que a do Sol, e seu nível de atividade é baixo. Possui uma estrela companheira anã branca identificada pela sonda Gaia. Em 2010, foi descoberto um planeta extrassolar análogo a Júpiter orbitando a estrela primária.

## Características
HD 8535 é uma estrela de classe G da sequência principal (anã amarela) com um tipo espectral de G0V, sendo semelhante ao Sol porém mais massiva e mais brilhante. Possui uma massa estimada de 1,15 vezes a massa solar, um raio de 1,23 vezes o raio solar e está brilhando com 1,92 vezes a luminosidade solar. Sua fotosfera possui uma temperatura efetiva de cerca de 6 140 K, um pouco superior à do Sol. Sua metalicidade, a abundância de elementos além de hidrogênio e hélio, é um pouco maior que a solar, com uma proporção de ferro equivalente a 115% da solar. A estrela apresenta um baixo nível de atividade cromosférica, com um índice log R′HK igual a -4,95.
A velocidade espacial de HD 8535, em relação ao sistema local de repouso, é representada pelo vetor (U, V, W) = (10, -10, 11) km/s, consistente com associação da estrela ao disco fino da Via Láctea, que inclui a maioria das estrelas na vizinhança solar. O disco fino é formado por estrelas mais jovens e mais ricas em metais em relação às do disco espesso. O baixo nível de atividade de HD 8535 sugere uma idade de mais de 3 bilhões de anos, enquanto modelos evolucionários calculam uma idade mais provável de 3,3 bilhões de anos.
O segundo lançamento do catálogo da missão Gaia lista uma estrela de magnitude 16,8 a uma separação de 10 segundos de arco que possui praticamente os mesmos movimento próprio e paralaxe que HD 8535, indicando que é uma companheira física. À distância do sistema, essa separação corresponde a uma separação projetada de 560 UA entre as duas estrelas. A posição dessa estrela no diagrama HR, com baixa luminosidade e coloração pouco avermelhada, indica que ela é uma anã branca.

## Sistema planetário
Esta estrela foi incluída na amostra limitada por volume do programa de busca por planetas extrassolares do espectrógrafo HARPS, que inclui estrelas a distâncias entre 50 e 57,5 pc do Sol, uma extensão do programa do CORALIE que observou estrelas a até 50 pc. HD 8535 foi observada 45 vezes pelo instrumento entre julho de 2003 e agosto de 2009, revelando variações na sua velocidade radial consistentes com as variações esperadas por um planeta em órbita (espectroscopia Doppler). Os resíduos da melhor solução orbital apresentam um desvio padrão de 2,49 m/s, um valor um pouco maior que a incerteza média de 1,57 m/s dos dados, mas não há evidências para corpos adicionais no sistema.
O planeta, denominado HD 8535 b, é um gigante gasoso com uma massa mínima de 68% da massa de Júpiter, e está a uma distância média de 2,45 UA da estrela. Sua órbita tem um período de aproximadamente 1 300 dias e uma excentricidade de 0,15. Com base em sua massa e órbita, o planeta pode ser considerado um análogo a Júpiter.
| Planeta | Massa               | Semieixo maior (UA) | Período orbital (dias) | Excentricidade  |
| ------- | ------------------- | ------------------- | ---------------------- | --------------- |
| b       | >0,68+0,07 −0,04 MJ | 2,45+0,04 −0,06     | 1313 ± 28              | 0,15+0,09 −0,05 |